# Muhammad Waez-zadeh Al-Khorasani
Ajatollah Muhammad Waez-zadeh Al-Khorasani (pers. محمد واعظ‌زاده خراسانی ; geb. 1925 in Maschhad; gest. 18. Dezember 2016 ebenda) war ein schiitischer Geistlicher im Iran (Ghom), der sich um den innerislamischen Dialog verdient gemacht hat.
Er war der erste Generalsekretär des Weltverbandes für die Annäherung der islamischen Denkschulen und der Gründer der Universität der Islamischen Denkschulen (Islamic Faiths University).
Er war einer der Vizepräsidenten der Internationalen Union Muslimischer Gelehrter (ursprünglich in Dublin (Irland) gegründet, jetzt Katar).
Er studierte Theologie in Nadschaf, Mashhad und Ghom. Zu seinen großen Lehrern zählten u. a. Husain Tabatabai Borudscherdi, Ruhollah Khomeini und Allameh Tabatabai.
Er war Professor an der Firdausi-Universität Maschhad.
Er rief die Muslime dazu auf, ihre ideologischen Differenzen über Dialoge zu lösen: "whatever sectarian beliefs they have, to bring up their ideological differences through holding dialogues so that they can arrive at some understanding".
Er war einer der Unterzeichner der Botschaft aus Amman (Amman Message).
Sadegh Vaez-Zadeh war sein Sohn.

## Werke
Zu seinen Hauptwerken zählen:
- A Dictionary of Quranic Lexical Items and its Rhetorical Secret (arab.), sein magnum opus[8]
- Islamic Economics Texts in the Holy Qur’an, Sunnah and the Works of Jurisprudents (arab.)
- Hrsg. von Shaykh Tusi: Fihrist und Ikhtiyar Marifat al-Rijaal